# Gesterby skola
Gesterby skola var en byskola i Sibbo i det finländska landskapet Nyland. Skolbyggnaden i trä uppfördes år 1935. Skolan ligger på ett miljöskyddsområde.

## Historia och arkitektur
Gesterby skola har två våningar och sju rum. Till husets fasta inredning hör bland annat en vedspis och sex kakelugnar. Byggnadens norra ända har tidigare utgjort en bostad. Det finns även en liten källare i byggnaden. Omkring skolan finns en stor park som har fungerat som skolgård. Hela tomten omfattar 10 000 kvadratmeter.
Gesterby skola stängdes den 1 oktober 2010 och år 2023 utlyste Sibbo kommun skolan till salu.